# マリン・ヒンクル
マリン・ヒンクル（英語: Marin Hinkle、1966年3月23日 - ）は、アメリカ合衆国の女優。

## 来歴
アフリカ東部にあるタンザニアのかつての首都ダルエスサラームにて誕生した。生まれてまもなく両親とともに合衆国のマサチューセッツ州ボストンに渡った。彼女は主にボストンで育った。父親のロドニーはカレッジの先生、母親のマーガレットはマサチューセッツ州上級裁判所の判事であった。弟にマークがいる。彼女の子供の頃の夢はバレリーナに成ることであった。そのため幼小よりバレエダンスなどを学んでいた。16歳の時、足首を負傷により彼女の夢とその可能性は潰えている。彼女はその後、演技のキャリアを追求するため女優に成ることを決心した。彼女は両親の勧めもあり、ブラウン大学に入学、1988年に学士号を取得、ニューヨーク大学ティッシュ・スクール・オブ・ザ・アーツでは1991年に修士号を取得した。
彼女は、『Dr.HOUSE』、『ブラザーズ&シスターズ』、『LAW & ORDER:性犯罪特捜班』、『プライベート・プラクティス 迷えるオトナたち』、『ER緊急救命室』、『WITHOUT A TRACE/FBI 失踪者を追え!』、『スピン・シティ』、『ロー&オーダー』など幾つかのテレビシリーズにゲスト出演。
『チャーリー・シーンのハーパー★ボーイズ』ではジュディス・ハーパー役で出演した。

## 主な出演作品
- Angie (1994)
- Breathing Room (1996)
- I'm Not Rappaport (1996)
- Milk & Money (1996)
- スピン・シティSpin City (1997)
- Show & Tell (1998)
- Chocolate for Breakfast (1998)
- ロー&オーダーLaw & Order (1998)
- Once and Again (1999-2002)
- Sam the Man (2000)
- Killing Cinderella (2000)
- オーロラの彼方へFrequency (2000)
- The Next Big Thing (2001)
- アイ・アム・サムI Am Sam] (2001)
- Final (2001)
- WW3 (2001)
- WITHOUT A TRACE/FBI 失踪者を追え!Without a Trace (2002)
- Dark Blue (2002)
- The Year That Trembled (2002)
- チャーリー・シーンのハーパー★ボーイズTwo and a Half Men (2003-2011)
- ER緊急救命室ER (2004)
- Dr.HOUSEHouse (2005)
- Who's the Top? (2005)
- Fielder's Choice (2005)
- LAW & ORDER:性犯罪特捜班Law & Order: Special Victims Unit  (2005)
- The Ex (2007)
- Rails and ties (2007)
- REC:レック/ザ・クアランティン Quarantine (2008)
- プライベート・プラクティス 迷えるオトナたちPrivate Practice (2008)
- The Haunting of Molly Hartley (2008)
- Turn the River (2008)
- トラブル・イン・ハリウッドWhat Just Happened (2008)
- Weather Girl (2009)
- ブラザーズ&シスターズBrothers & Sisters (2007-2011)
- エディ・マーフィの劇的1週間Imagine That (2009)
- Army Wives (2010)
- Spring/Fall (2011)
- Homeland (2017-2018)
- マーベラス・ミセス・メイゼル (2017-2023)
- Turn the River (2018)
- エレクトリック・ステイト The Electric State(2025)